# لج (لنکران)
لج (به لاتین: Ləj) یک منطقه مسکونی در جمهوری آذربایجان است که در شهرستان لنکران واقع شده‌است. لج ۱۵۹۶ نفر جمعیت دارد.

## ریشه واژه
لج در زبان تالشی به‌معنی مرداب یا آب راکد و آرام است.

## بومیان شناخته‌شده
- عسکر علی‌اف — قهرمان ملی جمهوری آذربایجان[۳]